# تئودورا کومننه، پرنسس انطاکیه
تئودورا کومننه (انگلیسی: Theodora Komnene, Princess of Antioch) نوه برادر مانوئل یکم و احتمالاً دختر ژان دوکاس کومنوس و ماریا و همسر دوم بوهموند سوم، شاهزاده انطاکیه بود. وی همچنین مادر کنستانس، فیلیپه و مانوئل بود. پس از مرگ مانوئل یکم، بوهموند که نفعی در اتحاد با امپراتوری بیزانس نمی‌دید، از تئودورا طلاق گرفت. تئودورا پس از آن با والتر، ارباب بیت‌شئان ازدواج کرد.